# Jurij Pacan
Jurij Iwanowycz Pacan (ukr. Юрій Іванович Пацан, ur. 11 grudnia 1963 w Parchomiwce) – ukraiński malarz. Kawaler orderu „Za zasługi” III stopnia (2008), Zasłużony Malarz Ukrainy (2014).
Członek honorowy Ludowej Akademii Sztuk Osób Niepełnosprawnych Ukrainy (2003). Szef kijowskiej obwodowej organizacji twórczości osób niepełnosprawnych. Likwidator awarii w elektrowni jądrowej w Czarnobylu II kategorii. Uczestnik ogólnoukraińskich i międzynarodowych wystaw oraz festiwali.

## Biografia
W 1991 roku ukończył Irpieńską Szkołę Przemysłową.
Od 1986 r. pracował w Instytucie Radiologii, do 1999 r. jako tokarz w zakładzie.

## Twórczość
Zaczął rysować po wypadku samochodowym w 1999 roku, który zmusił go do poruszania się na wózku inwalidzkim. Pierwszym tematem w jego twórczości stały się Ikony.
Autor ponad 800 prac. Obecnie głównym tematem są krajobrazy.
Wystawy indywidualne: Czabany (2002, 2003, 2010), Kijów (2003, 2004, 2005, 2007, 2008, 2009, 2011, 2012, 2013, 2015, 2016, 2017, 2018, 2020), Ateny (2004), Parchomiwka (2005), Bojarka (2006), Wołodarka (2008), Maliutyanka (2008), Moskwa (2009), Sambor (2015), Nowodniestrowsk (2016), Bukowel (2017), Chust (2017), Czernihów (2019).
Jego prace znajdują się w prywatnych kolekcjach w Rosji, Niemczech, Kanadzie, Chinach, USA.
W 2010 roku w Czabanach w obwodzie kijowskim otwarto halę wystawową Jurija Pacana „Paleta”.

## Nagrody
- Order „Za zasługi” III stopnia (2008)[1];
- Zasłużony Malarz Ukrainy (2014)[2];
- honorowy obywatel rejonu kijowsko-światoszyńskiego (2010);
- Międzynarodowa Nagroda „Dyplomacja Kulturalna” (2022)[3];
- laureat Międzynarodowej Nagrody Artystycznej im. Serhija Wasilkiwskiego (2021)[4];
- zwycięzca Grand Prix Międzynarodowego Konkursu Projektowego „Taras Szewczenko jednoczy narody”;
- laureat Grand Prix Ogólnoukraińskiego Konkursu Inkluzywnych Sztuk Pięknych im. Marii Primaczenko (2021);
- laureat Nagrody im. M. Ostrowskiego (2009);
- laureat II stopnia Ogólnoukraińskiego Festiwalu Twórczości Osób Niepełnosprawnych (2003).